# Galeria Calina
Galeria Calina este un spațiu de artă contemporană inaugurat în 26 februarie 2007, în vecinătatea Hotelului Timișoara și Operei Române, în centrul orașului Timișoara. Galeria Calina își propune să expună artiști contemporani din țară și străinătate, încurajând creația tinerilor. Expozițiile sunt completate cu cataloage, filme, pliante, cărți poștale despre artist și creația sa. 

## Susținători
- Alexandra Titu
- Ileana Pintilie
- Constantin Prut
- Pia Brînzeu
- Dan Hăulică
- Emil Moldovan
- Olivia Nițiș
- Robert Șerban
- Cristian-Robert Velescu
- Marcel Tolcea
- Ciprian Radovan
- Carol David
- Ruxandra Demetrescu
- Liviana Dan
- Diana Marincu
- Rose Marie Barrientos
- Facultatea de Arte și Design, Timișoara

## Proiectul ARTISTHETEACHER
ARTISTHETEACHER este un proiect inițiat de Bogdan Rața, împreună cu Alina Cristescu, în parteneriat cu Facultatea de Arte și Design, Timișoara și conține conferințe, dezbateri performance, expoziții, prezentări și workshop-uri în perioada februarie – iulie 2017. . Pe lângă evenimentele proiectului reprezentanții galeriei invită zilnic pasionații de artă contemporană la discuții libere, dezbateri și selecții de cărți și albume de artă.

### Scopul proiectului
Proiectul ARTISTHETEACHER este creat cu scopul de a semnala publicului propune cât de importantă este prezența artistului și a materiei în actul artistic și educațional, faptul că arta trebuie să aibă un rol educativ, dar și cât de mult poate să transmită artistul și materia cu care acesta lucrează. În plus, toate reprezentațiile din cadrul proiectului mai sus menționat, intenționează să creeze un dialog între public, cei care studiază arta și artist.

### Invitați
- Mihai Zgondoiu
- Alexandra Pirici
- Anetta Mona Chișa
- Lia Perjovschi
- Lavinia German
- Anca Benera & Arnold Estefan
- Lea Rasovszky

## Expoziții
Începând cu anul 2007 și până în prezent, în cadrul galeriei, au avut loc numeroase expoziții ale unor nume cunoscute printre artiștii de artă contemporană.

### 2007
- Silvia Radu [3].
- ArtTerapie
- Leon Vreme
- Ilie Boca
- Mihai Chiuaru
- Liliana Mercioiu
- Kocsis Rudolf
- Șerbana Drăgoescu
- Cristian Sida
- Ion Sălișteanu
- Jecza Peter

### 2008
- Ștefan Pelmuș
- Onisim Colta
- Corneliu Vasilescu
- Marilena Preda Sânc
- Alexandru Rădvan
- Grup 5
- Călin Beloescu
- Simion Moldovan
- Márta Jakobovits
- Simona Nuțiu Gradoux
- Felix Aftene
- Gheorghe Fikl
- Pavel Vereș

### 2009
- Giulia Delcea
- Nada Stojici
- Ugron Réka
- Ciprian Ciuclea
- Sorin Oncu
- Simona Dobrescu
- Sorin Scurtulescu
- Andrei Ciubotaru
- Magda și Bogdan Pelmuș
- Liviu Epuraș
- Andreea Foanene
- Mihai Zgondoiu
- Cristina Garabențanu

### 2010
- Cosmin Moldovan
- Cosmin Haiaș
- Romul Nuțiu
- Răzvan Boar
- Levente Benedek
- Jan Eugen
- Radu Buriac
- Cristian Buzneanu
- TAJÓ
- Stelian Acea
- Lihor Laza Vasile

### 2011
- Constantin Flondor
- Imre Zoltán
- Róbert Köteles
- Patricia Stanga Iusztin
- Diana Serghiuță
- Dana Constantin
- Teodor Moraru
- Carmen Acsinte
- George Ciora

### 2012
- Napoleon Tiron
- Doru Dumitrescu
- Mircea Stănescu
- Daniel Djamo
- Ciprian Radovan
- Aitch & Saddo
- Suzana Dan
- Diana Vidrașcu
- Adriana Ilin Tomici

### 2013
- Ciprian Homorodean
- Ștefan Petrică
- Radu Afrim
- Hanakam & Schuller
- Irina Broboană
- Cristian Raduță
- Mircea Popescu
- Vică Tilă – Adorian
- Barabancea & Borduz
- Ioana Iacob

### 2014
- Simona Homorodean & Jay Thorne
- Patricia Teodorescu
- Flavia Lupu
- Simona Nuțiu Gradoux
- Gili Mocanu
- Arantxa Etcheverria

### 2015
- Claudiu Cobilanschi
- Vlad Nancă
- Iulia Toma
- Valeriu Șchiau
- Marilena Preda Sânc
- Ștefan Radu Crețu
- Sebastian Moldovan

### 2016
- Iulian Bisericaru
- Sorin Oncu
- Cătălin Burcea
- Mimi Ciora
- Decebal Scriba
- Aurora Király
- APPARATUS 22 [4].